# 劉希龍 (正德進士)
劉希龍（？—1546年），字仁甫，號雲川，山東青州府安丘縣人，軍籍，明朝政治人物。

## 生平
正德五年（1510年）庚午科山東鄉試舉人，九年（1514年）甲戌科進士。授工部主事，十一年（1516年）因忤逆上官，謫河間府通判，嘉靖元年（1522年）升戶部主事，二年（1523年）升郎中，四年（1525年）出為衛輝府知府，六年（1527年）升河南按察司副使，二十五年（1546年）卒。

## 家族
曾祖劉約；祖父劉普，壽官；父劉魁，休寧縣主簿，贈吏部稽勳司主事。母馮氏（贈安人）；繼母董氏（贈安人）。弟劉希尹（教諭）、劉希周、劉希曾、劉希孟（通政使司右通政）、劉希夷、劉希程。